# 川田站
川田站（日语：／ Kawata eki */?）是位於日本德島縣吉野川市，隸屬於四國旅客鐵道（JR四國）的鐵路車站，車站編號為B15。本站現時只停靠普通列車。
本站因德島鐵道營運年代，因此並非位於現址，是西邊的終點站。德島鐵道轉為國有化後因伸延至阿波池田站，原有車站的位置不能配合伸延，便在南端另設新站。現時車站位置和第一代川田站及舊有終點站「船戶站」皆相距不遠。

## 車站結構
本站為單層的木製站房。站內設有島式月台1座，提供1面2線的配置。站房與月台之間以行人天橋連接。1號月台及站房中間另設有側線1條，過去為貨物列車路軌，現時為保線路軌，兩端皆可使入。

### 月台配置
| 月台 | 路線    | 方向 | 目的地             |
| ---- | ------- | ---- | ------------------ |
| 1    | ■德島線 | 上行 | 鴨島、德島方向     |
| 2    | ■德島線 | 下行 | 穴吹、阿波池田方向 |

## 歷史
- 1908年8月23日：德島鐵道川田站開業。
- 1914年3月25日：第2代車站開業，第1代車站停用。
- 1987年4月1日：日本國鐵分割民營化，車站的營運由JR四國繼承。

## 相鄰車站
四國旅客鐵道（JR四國）
■德島線
阿波山川（B14）－川田（B15）－穴吹（B16）